# Malešice (Dříteň)
Malešice (německy Maleschitz) jsou vesnice, část obce Dříteň v okrese České Budějovice v Jihočeském kraji. Nachází se asi 2,5 kilometru severozápadně od Dřítně. Je zde evidováno 57 adres. V roce 2011 zde trvale žilo 104 obyvatel.
Malešice leží v katastrálním území Chvalešovice o výměře 14,26 km².
Součástí Malešic je též osada Bílá Hůrka s gotickým kostelem svatého Štěpána.

## Název
Jméno vsi historikové odvozují od Maleše, příslušníka rodu, který ves založil.

## Historie
První písemná zmínka o vesnici pochází z nedatované latinské listiny krále Přemysla Otakara I., který "villa Malesici" jmenuje mezi vesnicemi Netolické provincie, darovanými abatyši Anežce a klášteru sv. Jiří na Pražském  hradě, podle editora listiny Gustava Fridricha datované do let 1201–1226, podle  údaje Českého statistického úřadu to mělo být až roku 1227.
Vesnice patřila za starodávna k Netolickému a později k Prácheňskému kraji. Záhy se stala majetkem panenského kláštera svatého Jiří na Pražském hradě. Jeho zakladatelkou byla Milada Mlada, sestra knížete Boleslava II Pobožného, jež klášter daroval.
Za husitských válek byly řeholnice donuceny klášter svatého Jiří opustit. Všechen jejich majetek propadl husitské šlechtě nebo králi Zikmundovi. jenž ho rozdělil mezi své přívržence. Jedním z nich byl Jan Smil z Křemže. Držel s Táborskou stranou. Malešice spolu s jinými obdržel roku 1437. Dlouho se však neradoval. Roku 1444 odpůrce husitů Oldřich z Rožmberka zajal Jana Smila a majetek připadl jemu.
Oldřich se však díky neustálým bojům s husity velmi zadlužil, později proto spolu se svým synem – Janem z Rožmberka byli nuceni veškeré své statky dát do zástavy. Statek Heřmaňský, ke kterému patřila i ves Malešice s Bílou Hůrkou přišel do zástavy Malovcům z Libějovic. Od roku 1496 jsou Malešice uváděny jako majetek Lva Malovce na Libějovicích.
Malovci získali v 15. století také Chvalešovice, Sedlec a část Lhota pod Horami Horami. Roku 1548 se synové Lva Malovce (Diviš, Pavel a Zikmund) o tyto statky rozdělili. Malešice spolu s Chvalešovicemi, Újezdem, částí Lhoty pod Horami a Bílou Hůrkou s kostelem připadli Zikmundovi. Ten se usadil ve Chvalešovicích a vybudoval zde tvrz.
Klášter svatého Jiří měl bídu, přesto chtěly představené abatyše alespoň něco ze zastaveného jmění získat zpět. Samy neměly peníze, ale Kryštof I. ze Švamberka – bohatý držitel hradu Zvíkov jim nabídl odkoupení některých zastavených statků. Roku 1514 začala jednání s panem Lvem o výplatu městečka Heřmaně a některých vsí, mezi nimiž byly i Malešice. Věc nebyla tehdy dojednána. Roku 1529 si vymohla panna Barbora ze Štenberka, abatyše svatý Jiří, aby vsi, jež drží v zástavě pan Diviš Malovec na Libějovicích, syn Lvův, mohla dědičně prodat. Na základě královského svolení prodala roku 1530 tyto statky za 2000 kop grošů českých panu Krištofu ze Švamberka na Zvíkově. Odporem pánů Malovců ani tehdy nebyla jednání skončena. Dle všeho požadovali Malovci větší odstupné. Jednání a prodej se podařila dokončit až roku 1548.
Dle smlouvy postoupil Jindřich ze Švamberka bratřím Malovcům ze zboží Heřmaňského ves Malešice, tři mlýny na řece Blanici aj. Od roku 1548 patřily Malešice ke Chvalešovicím. Vlastnil je Václav Malovec Chvalešovický – syn Zikmunda. Ten je v roce 1616 (rok před svou smrtí) prodal spolu s Bílou Hůrkou, Sedlicí, Lhotou a Újezdem Malovcům Dříteňským na Hluboké. Malešice poté patřily ke Dřítni – Václavu Malovcovi řečenému mladšímu. Tomu však byly statky pro účast ve vzpouře konfiskovány a dostal je s celým Hlubockým panstvím císařský generál Don Baltasar de Marradas. Po něm koupili panství Schwarzenbergové.

## Obyvatelstvo
| Rok            | 1869 | 1880 | 1890 | 1900 | 1910 | 1921 | 1930 | 1950 | 1961 | 1970 | 1980 | 1991 | 2001 | 2011 | 2021 |
| -------------- | ---- | ---- | ---- | ---- | ---- | ---- | ---- | ---- | ---- | ---- | ---- | ---- | ---- | ---- | ---- |
| Počet obyvatel | 292  | 286  | 280  | 289  | 291  | 300  | 271  | 176  | 168  | 139  | 138  | 111  | 109  | 104  | 130  |
| Počet domů     | 41   | 42   | 44   | 44   | 45   | 47   | 49   | 51   | 51   | 40   | 44   | 41   | 55   | 57   | 53   |

## Obecní správa
Při sčítání lidu v letech 1850–1943 Malešice byly samostatnou obcí, se kterým patřily nejprve do okresu Budějovice, ale od roku 1880 v okrese Týn nad Vltavou. V letech 1943–1945 byly osadou obce Chvalešovice, ale v letech 1945–1960 byly uváděny znovu jako obec, se kterým patřily nejprve do okresu Týn nad Vltavou, ale od roku 1960 v okrese České Budějovice. Od 12. června 1960 do 31. března 1976 byly znovu částí obce Chvalešovice v okrese České Budějovice. Od 1. dubna 1976 do 30. června 1985 byly částí obce Temelín v okrese České Budějovice. Od 1. července 1985 jsou částí obce Dříteň v okrese České Budějovice. V letech 1850–1880 k obci patřily Chvalešovice.

## Pamětihodnosti
- Kostel svatého Štěpána